# Canton de Kingersheim
Le canton de Kingersheim est une circonscription électorale française du département du Haut-Rhin.

## Histoire
Un nouveau découpage territorial du Haut-Rhin entre en vigueur à l'occasion des élections départementales de 2015. Il est défini par le décret du 21 février 2014, en application des lois du 17 mai 2013 (loi organique 2013-402 et loi 2013-403). Les conseillers départementaux sont, à compter de ces élections, élus au scrutin majoritaire binominal mixte. Les électeurs de chaque canton élisent au Conseil départemental, nouvelle appellation du Conseil général, deux membres de sexe différent, qui se présentent en binôme de candidats. Les conseillers départementaux sont élus pour 6 ans au scrutin binominal majoritaire à deux tours, l'accès au second tour nécessitant 12,5 % des inscrits au 1er tour. En outre la totalité des conseillers départementaux est renouvelée. Ce nouveau mode de scrutin nécessite un redécoupage des cantons dont le nombre est divisé par deux avec arrondi à l'unité impaire supérieure si ce nombre n'est pas entier impair, assorti de conditions de seuils minimaux. Dans le Haut-Rhin, le nombre de cantons passe ainsi de 31 à 17.
Le canton de Kingersheim est formé de communes des anciens cantons de Mulhouse-Nord (3 communes) et de Wittenheim (5 communes). Il est entièrement inclus dans l'arrondissement de Mulhouse. Le bureau centralisateur est situé à Kingersheim.

## Représentation
| Période élective | Période élective | Mandat | Mandat   | Identité              | Nuance | Nuance | Qualité |
| ---------------- | ---------------- | ------ | -------- | --------------------- | ------ | ------ | --- |
| 2015             | 2021             | 2015   | 2021     | Vincent Hagenbach     |        | UDI    | Docteur en pharmacie Maire de Richwiller |
| 2015             | 2021             | 2015   | 2021     | Josiane Mehlen-Vetter |        | UDI    | Professeur des sciences et techniques économiques, en disponibilité Maire de Morschwiller-le-Bas 2ème Vice-Présidente du conseil départemental |
| 2021             | 2028             | 2021   | en cours | Vincent Hagenbach     |        | DVD    | Conseiller sortant |
| 2021             | 2028             | 2021   | en cours | Fabienne Zeller       |        | DVD    | Première adjointe au maire de Pfastatt |

À l'issue du 1er tour des élections départementales de 2015, deux binômes sont en ballotage : Vincent Hagenbach et Josiane Mehlen-Vetter (Union de la Droite, 32,49 %) et Violanda Hencky et Christopher Pornain (FN, 32,13 %). Le taux de participation est de 46,56 % (13 795 votants sur 29 629 inscrits) contre 47,8 % au niveau départemental et 50,17 % au niveau national.
Au second tour, Vincent Hagenbach et Josiane Mehlen-Vetter (Union de la Droite) sont élus avec 63,26 % des suffrages exprimés et un taux de participation de 46,7 % (8 243 voix pour 13 837 votants et 29 629 inscrits).

## Composition
Le canton de Kingersheim comprend huit communes entières.
| Nom                                 | Code Insee | Intercommunalité                 | Superficie (km2) | Population (dernière pop. légale) | Densité (hab./km2) | Modifier                                    |
| ----------------------------------- | ---------- | -------------------------------- | ---------------- | --------------------------------- | ------------------ | ------------------------------------------- |
| Kingersheim (bureau centralisateur) | 68166      | CA Mulhouse Alsace Agglomération | 6,69             | 13 265 (2022)                     | 1 983              | modifier les données · modifier les données |
| Galfingue                           | 68101      | CA Mulhouse Alsace Agglomération | 5,36             | 806 (2022)                        | 150                | modifier les données · modifier les données |
| Heimsbrunn                          | 68129      | CA Mulhouse Alsace Agglomération | 10,59            | 1 325 (2022)                      | 125                | modifier les données · modifier les données |
| Lutterbach                          | 68195      | CA Mulhouse Alsace Agglomération | 8,56             | 6 755 (2022)                      | 789                | modifier les données · modifier les données |
| Morschwiller-le-Bas                 | 68218      | CA Mulhouse Alsace Agglomération | 7,55             | 3 666 (2022)                      | 486                | modifier les données · modifier les données |
| Pfastatt                            | 68256      | CA Mulhouse Alsace Agglomération | 5,24             | 10 275 (2022)                     | 1 961              | modifier les données · modifier les données |
| Reiningue                           | 68267      | CA Mulhouse Alsace Agglomération | 18,54            | 1 923 (2022)                      | 104                | modifier les données · modifier les données |
| Richwiller                          | 68270      | CA Mulhouse Alsace Agglomération | 5,55             | 3 786 (2022)                      | 682                | modifier les données · modifier les données |
| Canton de Kingersheim               | 6808       |                                  | 68,08            | 41 801 (2022)                     | 614                | modifier les données                        |

## Démographie
En 2022, le canton comptait 41 801 habitants, en évolution de +3,17 % par rapport à 2016 (Haut-Rhin : +0,66 %, France hors Mayotte : +2,11 %).
| 2013   | 2018   | 2022   |
| ------ | ------ | ------ |
| 39 574 | 40 749 | 41 801 |